# Заикин, Дмитрий Станиславович
Заикин Дмитрий Станиславович (укр. Заїкин Дмитро Станіславович; 6 апреля 1997, Киев, Украина) — украинский футболист, нападающий.

## Биография

### Ранние годы
Воспитанник ДЮСШ киевского «Динамо», где начал заниматься футболом в шестилетнем возрасте. С 2010 по 2014 год провел в чемпионате ДЮФЛ 76 матчей, забив 35 голов. Дважды становился чемпионом Украины среди юношей (2013, 2014).

### Клубная карьера

#### «Скала»
С 2014 по 2016 год выступал в юношеском чемпионате (U-19) за стрыйскую «Скалу», в 50 встречах отметился 19 забитыми мячами. В сезоне 2015/16 стал вторым бомбардиром турнира, отстав лишь на один гол от Владислава Хомутова.

#### «Карпаты»
В июле 2016 года стал игроком львовских «Карпат», подписав 3-летний контракт. 30 июля того же года дебютировал за молодежную (U-21) команду «львов» в домашнем матче против киевского «Динамо», а уже на следующий день дебютировал в Премьер-лиге в поединке основных составов «Карпат» и «Динамо», заменив на 93-й минуте капитана команды Игоря Худобяка.

#### «Верес»
В июле 2018 года стал игроком ровенского «Вереса», но вскоре из-за инцидента в ночь на субботу 11 августа был уволен «за нарушение спортивного режима, нарушение условий контракта и сокрытие от руководства клуба данного инцидента», однако в итоге руководство клуба решило трем уволенным игрокам «дать ещё один шанс».

### Сборная
С 2012 по 2013 год играл в составе юношеской сборной Украины (U-16).

## Статистика
Статистические данные приведены по состоянию на 10 декабря 2016 года
| «Карпаты» | Премьер-лига | 2016/17 | 1 | 0 | 12 | 0 |

## Ссылка
- Профиль на сайте Украинской Премьер-лиги (укр.)
- Официальная страница Заикин, Дмитрий Станиславович в социальной сети Facebook